# San Sebastián (Ribera, Nápoles)
San Sebastián es un pintura, bajo la técnica óleo sobre lienzo (121×100 cm) de 1651 de José de Ribera conservado en el Museo Nacional de San Martino de Nápoles, Italia.

## Historia y descripción
Hacia 1638, José de Ribera recibió una serie de encargos que formaban parte de una profunda renovación de la Cartuja de San Martino. Bajo el priorato de Giovanni Battista Pisante, el pintor español fue uno de los artistas más importantes del medio napolitano en ser llamado para acometer la monumental obra de decoración de la iglesia, para la que ya había realizado en 1637 el suntuoso retablo de la Piedad para la sacristía, posteriormente trasladado a finales del siglo XVII a la sala del Tesoro Nuovo, donde aún se conserva.
Los encargos que interesaban al pintor se referían a la realización de una serie de catorce lienzos con profetas, que debían colocarse a lo largo de la nave de la iglesia, ejecutados entre 1638 y 1643,  el pequeño cuadro realizado en cobre llamado San Bruno recibe la regla, también de 1643, y otros tres lienzos que, también debido a la enfermedad que aquejó al pintor a partir de 1643, no fueron entregados hasta 1651. Estas últimas obras fueron, pues, el gran cuadro de la Comunión de los Apóstoles, para la pared lateral del coro de la iglesia, y dos cuadros destinados a los pisos privados del prior (hoy Museo Nacional de San Martín), San Jerónimo y San Sebastián, por los que se pagaron 100 ducados acumulativos (entre los que se incluía el pequeño cuadro sobre San Bruno).
La obra, que constituye una de las obras maestras de la madurez tardía de Ribera, es un segunda obra de un tema que ya estaba realizado hacia 1636 y que ahora se encuentra en el Museo del Prado de Madrid.La versión napolitana atestigua la consecución por parte del pintor del camino luminista que emprendió a partir de la década de 1630, cuando comenzó a pintar con una mayor intensidad cromática (la versión española, fechada en 1636, atestigua precisamente la primera fase de esta evolución estilística). 
En la piedra de abajo a la izquierda está la firma y la fecha de ejecución: « Jusepe de Ribera español / F. 1651 ».

## Otras versiones

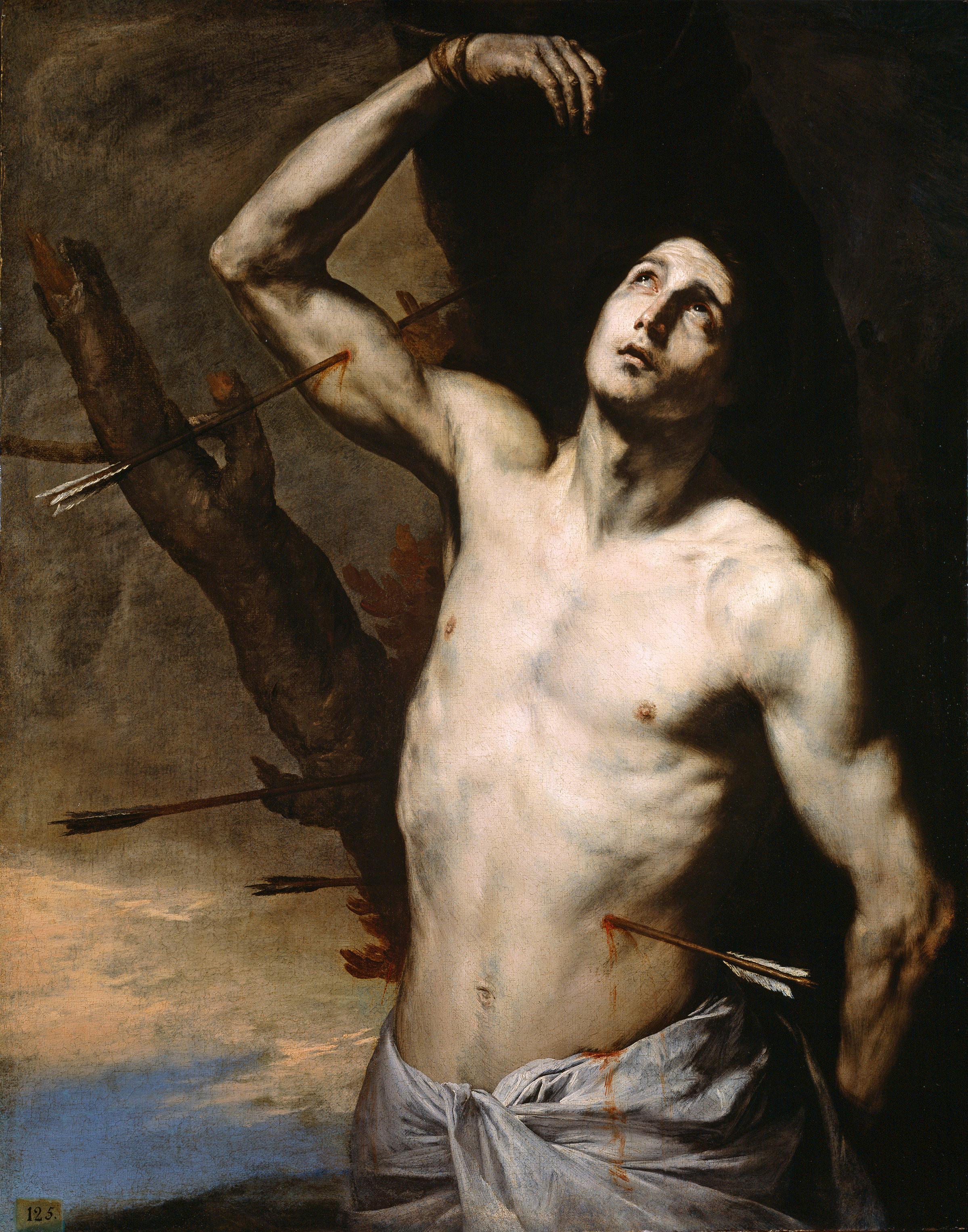
La primera versión de 1636 en el Museo del Prado de Madrid